# Michael Hicks (cestista 1983)
Michael Hicks (Smyrna, 17 giugno 1983) è un cestista statunitense naturalizzato polacco.

## Palmarès
- Coppa di Polonia: 1

Starogard Gdański: 2011
- Supercoppa polacca: 1

Starogard Gdański: 2011